# 비잔티움의 테오도투스
비잔티움의 테오도투스(그리스어: Θεόδοτος ο Βυζάντιος)는 비잔티움 태생의 초기 기독교 저술가이자, 초대 교회에서 이단으로 단죄받은 인물 가운데 한 사람이다. 무두장이 테오도투스, 제화공 테오도투스, 축융공 테오도투스라고도 불린다.
테오도투스는 예수 그리스도가 성령으로 인하여 마리아가 동정으로 잉태하여 낳기는 하였지만, 신성을 지니지는 않았다고 주장하였다. 또한, 그는 예수 그리스도가 세례자 요한으로부터 세례를 받는 순간 성부에 의해 양아들로 받아들여졌으며, 부활한 이후에도 예수 그리스도는 하느님 자체가 아니라고 주장하였다.
테오도투스의 주장은 동력적 일위설(動力的一位說, 모나키안주의) 또는 양자설이라고 불린다. 교황 빅토르 1세는 이러한 주장을 이단으로 단죄하였으며, 테오도투스를 파문하였다.

## 같이 보기
- 사모사타의 파울로스